# Carnaval des Bolzes
Pour l’article homonyme, voir Bolze.
 (mai 2016).
Si vous disposez d'ouvrages ou d'articles de référence ou si vous connaissez des sites web de qualité traitant du thème abordé ici, merci de compléter l'article en donnant les références utiles à sa vérifiabilité et en les liant à la section « Notes et références ».
Le Carnaval des Bolzes est le nom donné au carnaval de la ville de Fribourg, en Suisse.

## Origines
Les Bolzes sont les habitants de la basse ville de Fribourg, historiquement un quartier populaire dont les habitants parlaient un dialecte également nommé bolze. Selon un organisateur du carnaval, cette fête date du Moyen Âge, de la fête des corporations. Les festivités s'étendaient alors de l'épiphanie au début du carême. Le carnaval a donc une longue tradition en basse-ville de Fribourg.
Officiellement initié par trois habitants de la vieille ville de Fribourg, le but était de faire renaître le carnaval à Fribourg, alors en perte de vitesse.

## Le carnaval aujourd'hui
Le carnaval des Bolzes commence officiellement le vendredi précédent mardi gras par la remise de la clé du carnaval par le syndic au président du carnaval. Le cortège du dimanche après-midi est la partie principale du carnaval, qui se conclut par le procès et la mise à mort du Grand Rababou. Les chars, tirés par des tracteurs ou des Jeeps, sont suivis par leurs créateurs déguisés. Les groupes de Guggenmusik défilent parmi les chars. Les chars sont créés par des équipes d'amis, des sociétés ou des clubs. La décoration du char et les costumes sont unis par un thème.
Les chars se veulent souvent satiriques. En 2005, un « Post-Shop » ambulant distribuait fruits et légumes au public, se moquant ainsi de la « reconversion » de La Poste en magasin. Certains groupes bien équipés tirent au canon à confetti, projetant en l'air des kilos de morceaux de papier multicolores.
Le cortège s'achève jusqu'en 2015, sur la place du Petit-St-Jean, épicentre du carnaval, où a lieu le procès du grand Rababou, suivi de sa mise à mort. Le Rababou symbolisait autrefois le rababouêt, ou voleur de bois. Il désignait à l'origine une personne qui volait du bois de chauffage, notamment dans les forêts appartenant aux habitants les plus aisés de la ville haute de Fribourg, pour chauffer les maisons de la ville basse. Les familles les plus pauvres de la ville basse devaient souvent ramasser du bois en cachette pour chauffer leurs maisons. Le mot est issu du dialecte local, mais il rappelle également le titre de grand rabbin, suivi de l'interjection. 
Aujourd'hui, on l'appelle volontiers le « Bonhomme Hiver ». Cette poupée grimaçante (de plus de 12 mètres de haut en 2005) est rendue coupable de tous les maux. Elle a été représentée avec un nez crochu et avec des valises et des sacs remplis d'argent, ce qui n'a aucun sens dans le contexte historique du «Bonhomme Hiver» ou du pauvre voleur de bois, mais constitue des stéréotypes antisémites.
Le Rababou est désormais depuis 2016, brûlé à la Planche Supérieure, dans le quartier de la Neuveville pour des raisons de sécurité.
Mardi c'est le cortège des enfants avec ensuite, le procès et la mise à mort du Petit Rababou à la Planche Supérieure.
Les festivités nocturnes s'étendent du vendredi au mardi soir. Le mardi est le soir le plus fréquenté et de nombreux carnavaliers ont l'habitude de prendre congé le lendemain. Particularité du carnaval fribourgeois, les habitants de la Place du Petit-St-Jean ouvrent leurs caves au public, qui deviennent autant de bars éphémères.
|                               |
| Le grand Rababou 2007 en feu. |

|                     |
| Fifres et tambours. |

|                                                                                   |
| Le Grand Rababou 2017 à la Planche Supérieure, dans le quartier de la Neuveville. |

|                                                                          |
| Allusion au vol d'Alain Berset au-dessus d'une zone interdite française. |

|                                                               |
| Le Grand Rababou 2024 à l'effigie de Bowser va être enflammé. |

|                    |
| Rababou en flamme. |